# 约瑟夫·赫尔达
约瑟夫·赫尔达（1910年4月21日—1985年10月4日），斯洛伐克男子摔跤运动员。他曾代表捷克斯洛伐克参加1936年夏季奥林匹克运动会摔跤比赛，获得男子古典式轻量级银牌。